# Chantal Francke
Chantal N. Francke (née le 13 septembre 1958) est une actrice, humoriste et scénariste québécoise. Elle est reconnue pour avoir été le seul membre féminin du réputé groupe d'humour Rock et Belles Oreilles (RBO). Elle fut dans les années 1980 la copine d'un membre du groupe, Richard Z. Sirois.

## Biographie
Francke est la fille de Polonais s'étant connus en France où les familles des deux parents avaient immigré. Après la Seconde Guerre mondiale, ses parents ont immigré cette fois au Québec, suivis de la famille de sa mère. Selon les dires du membre Guy A. Lepage dans les suppléments des DVDs d'RBO (volume 1986-87), il est possible que le personnage de la mère incarné par Chantal Francke dans les sketchs La famille d'autrefois ait été en partie inspiré par sa famille.
Elle est la sœur de la comédienne Martine Francke qui était en couple avec le comédien et animateur André Robitaille. Avec Richard Z Sirois, elle a eu un fils, Patrick Francke-Sirois, qui travaille aussi dans le domaine (par exemple, il a été preneur de son dans un documentaire sur Louis-José Houde).

## Filmographie

### comme Actrice
- 1986 : Rock et Belles Oreilles (série télévisée) : rôles variés
- 1988 : Rock et Belles Oreilles : La grande liquidation des fêtes 1988 (TV)
- 1993 : La petite vie  : Yvonne
- 1994 : Louis 19, le roi des ondes : Intello branchée
- 1997-1998 : Radio Enfer : Carole Péloquin
- 1997 : Un gars, une fille : plusieurs rôles
- 2001 : Rock et Belles Oreilles : The DVD 1989-90 (vidéo)
- 2001 : Méchante semaine (série télévisée) : Rôles variés
- 2001 : Rock et Belles Oreilles : The DVD 1994-95 (vidéo)
- 2001 : Rock et Belles Oreilles : The DVD 1988 (vidéo)
- 2001 : Rock et Belles Oreilles : The DVD 1986-87 (vidéo) : rôles variés
- 2004 : Et Dieu créa… Laflaque (série télévisée) (voix de Sarah-Laurie Joly)
- 2005 : Idole instantanée : Passante

### comme Scénariste
- 2001 : Rock et Belles Oreilles : The DVD 1988 (vidéo)
- 2001 : Rock et Belles Oreilles : The DVD 1986-87 (vidéo)

## Récompenses et Nominations
- Médaille d'honneur de l'Assemblée nationale, 2011[2]